# Fourcatier-et-Maison-Neuve
Fourcatier-et-Maison-Neuve är en kommun i departementet Doubs i regionen Bourgogne-Franche-Comté i östra Frankrike. Kommunen ligger i kantonen Mouthe som tillhör arrondissementet Pontarlier. År 2022 hade Fourcatier-et-Maison-Neuve 124 invånare.

## Befolkningsutveckling
Antalet invånare i kommunen Fourcatier-et-Maison-Neuve
Referens:INSEE